# Ursula Hegi
Ursula Hegi (Düsseldorf, 23 maggio 1946) è una scrittrice statunitense d'origine tedesca.

## Biografia
Nata Ursula Koch nel 1946 a Düsseldorf, è emigrata negli Stati Uniti nel 1965 diventando cittadina americana cinque anni più tardi.
Ha esordito nella narrativa nel 1981 con Intrusions, il suo primo romanzo ma anche la sua tesi di laurea conseguita all'Università del New Hampshire.
In seguito ha pubblicato altri 7 romanzi oltre a raccolte di racconti, libri per ragazzi e saggi e ha ottenuto, tra i vari riconoscimenti, il Premio Grinzane Cavour nel 2000 con l'opera Come pietre nel fiume.
Docente presso lo Stony Brook Southampton, in passato ha tenuto corsi al Barnard College, all'Università della California, Irvine e al Bread Loaf.

## Opere

### Serie Burgdorf
- Floating in My Mother's Palm (1990)
- Come pietre nel fiume (Stones from the River, 1994), Milano, Feltrinelli, 1999 traduzione di Valeria Raimondi ISBN 88-07-01549-8.
- La visione di Emma Blau (The Vision of Emma Blau), Milano, Feltrinelli, 2000 traduzione di Elisabetta De Medio ISBN 88-07-01582-X.
- Children and Fire (2011)

### Altri romanzi
- Intrusions (1981)
- Salt Dancers (1995)
- Sacred Time (2003)
- The Worst Thing I've Done (2007)

### Racconti
- Unearned Pleasures and Other Stories (1988)
- Hotel of the Saints (2001)

### Narrativa per l'infanzia
- Trudi & Pia (2003)

### Saggi
- Tearing the Silence: On Being German in America (1998)

## Alcuni riconoscimenti
- National Endowment for the Arts: borsista nel 1990
- Premio PEN/Faulkner per la narrativa: 1995 finalista con Come pietre nel fiume
- Premio Grinzane Cavour per la narrativa straniera: 2000 vincitrice con Come pietre nel fiume